# Concimazione

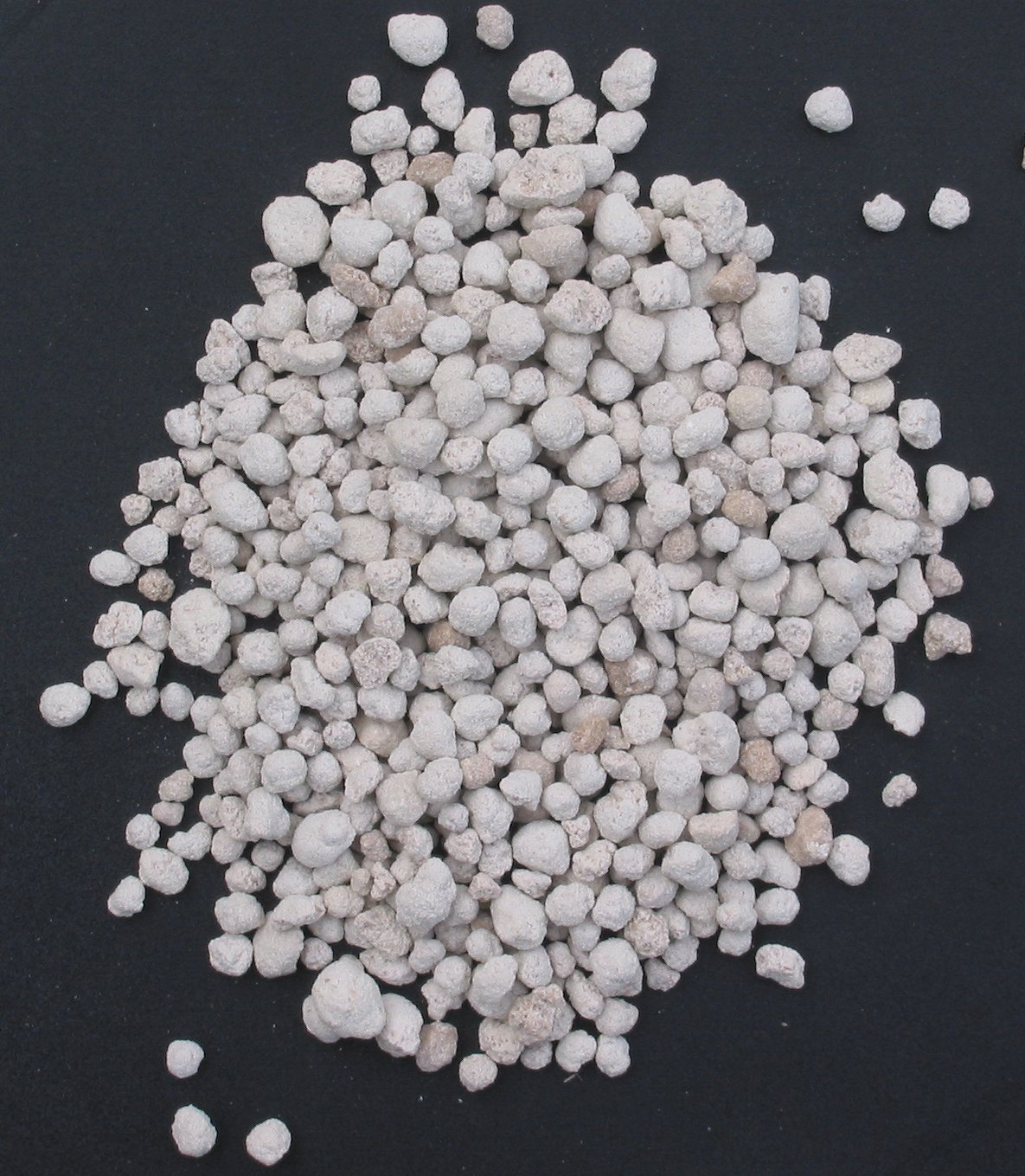
Granuli di perfosfato triplo, un concime fosfatico ad alto titolo in fosforo.

La concimazione è una tecnica agricola che contempla l'apporto di fertilizzanti allo scopo di aumentare la dotazione del terreno in uno o più elementi nutritivi al fine della nutrizione minerale delle piante agrarie. 

## Scopo
La concimazione rientra nella più ampia categoria delle tecniche di fertilizzazione; per definizione modifica una parte delle proprietà chimiche del terreno (nella fattispecie la composizione chimica) con la sola finalità di soddisfare il fabbisogno nutritivo delle colture. Si distingue pertanto dall'ammendamento in quanto il miglioramento delle proprietà fisiche esula dai suoi scopi. Si distingue altresì dalla correzione in quanto con la concimazione non s'intende modificare il pH.
Diversi concimi hanno un effetto ammendante o correttivo, perciò possono esserci casi in cui la concimazione è secondariamente ammendante o correttiva, in relazione ai quantitativi di fertilizzanti apportati:
1. Effetto ammendante. L'effetto ammendante della concimazione si ottiene soprattutto con l'apporto di concimi organici: la concimazione organica in genere incorpora rilevanti quantitativi di fertilizzante (dell'ordine di decine o centinaia di quintali ad ettaro), perciò il considerevole apporto di sostanza organica si riflette, dopo l'umificazione, con un miglioramento della struttura del terreno. La concimazione minerale può avere un effetto ammendante solo quando si somministrano concimi chimici a basso titolo e ricchi di calcio nei terreni acidi poveri di sostanza organica. In questi terreni, infatti, lo stato strutturale è determinato principalmente dai colloidi minerali con un basso grado di saturazione basica; il calcio ha perciò un effetto positivo nel miglioramento della struttura. D'altra parte i ridotti quantitativi di fertilizzanti somministrati con la concimazione minerale (dell'ordine di poche unità di q/ha, quasi sempre inferiore a 10) fanno sì che l'effetto ammendante della concimazione minerale sia sempre blando e temporaneo.
2. Effetto correttivo. L'effetto correttivo della concimazione è alquanto limitato e si ottiene, attraverso la concimazione minerale, con l'impiego di concimi costituzionalmente o fisiologicamente non neutri. Sono concimi costituzionalmente acidi o basici quelli composti da sali soggetti a idrolisi salina; sono concimi fisiologicamente acidi o basici quelli che producono un residuo anionico o cationico per effetto dell'assorbimento biologico differenziale[1]. In ogni modo, a causa dell'elevato potere tampone del terreno e dei modesti quantitativi di materiali incorporati con la concimazione minerale, l'effetto correttivo della concimazione è molto blando e poco duraturo e si manifesta solo con un effetto cumulativo allorché, nel corso degli anni, si effettui la concimazione ricorrendo sempre agli stessi concimi.

Da quanto detto in precedenza, la distinzione tra concimazione, ammendamento e correzione sembrerebbe alquanto labile, in realtà è il contesto che delinea in modo evidente la tipologia d'intervento:
- Apporto di un concime minerale: è sempre limitato a pochi quintali ad ettaro, perciò anche un eventuale effetto secondario ammendante o correttivo è blando e poco duraturo. Un caso particolare è la calce agricola[2]: trattandosi di un materiale contenente ossido di calcio (CaO) e ossido di magnesio (MgO), la calce è contemporaneamente un concime (magnesio e calcio sono macroelementi della fertilità), un correttivo (l'idrossido di calcio è una base moderatamente forte, perciò aumenta il pH), un ammendante (calcio e magnesio aumentano il grado di saturazione basica dei colloidi favorendone la flocculazione e migliorando lo stato strutturale). L'apporto di pochi quintali ad ettaro di calce è una concimazione a tutti gli effetti, mentre l'effetto correttivo è praticamente trascurabile. Nel caso si apportino invece diverse decine di quintali ad ettaro si può parlare di correzione. L'effetto ammendante della calce, infine, è sempre secondario rispetto sia alla concimazione sia alla correzione.
- Apporto di un concime organico: se è limitato a pochi quintali o poche decine di quintali, l'intervento è una concimazione a tutti gli effetti, mentre l'azione ammendante è solo secondaria e blanda; se invece si incorporano quantitativi dell'ordine di centinaia di quintali si parla di ammendamento e, contemporaneamente, di concimazione di fondo o di arricchimento.

## Classificazione
Non esiste una vera e propria classificazione schematica delle tipologie di concimazione, tuttavia alcuni tipi d'intervento hanno una denominazione specifica in relazione alla finalità, alla modalità di esecuzione, alla natura dei concimi impiegati.

### Concimazione ordinaria
In generale la tecnica, indipendentemente dalla modalità di esecuzione, ha i presupposti di una concimazione ordinaria di mantenimento, eseguita secondo il principio dell'anticipazione. Con questa finalità, la concimazione ha lo scopo di mantenere stabile nel tempo la dotazione di elementi nutritivi del terreno, prevenendo perciò il progressivo impoverimento causato in parte dall'asportazione del raccolto e in parte dai fattori naturali d'impoverimento (dilavamento, volatilizzazione, insolubilizzazione, erosione, ecc.). La concimazione di mantenimento si pratica applicando due principi alternativi:
- Principio della restituzione: si restituiscono al terreno i quantitativi di elementi nutritivi effettivamente asportati dalla coltura con il prelievo dei prodotti, al lordo delle perdite naturali.
- Principio dell'anticipazione: si somministrano al terreno i quantitativi di elementi nutritivi che saranno asportati dalla coltura in atto al lordo delle perdite naturali.

Apparentemente non dovrebbe esserci differenza, nel lungo periodo, fra restituzione e anticipazione, tuttavia è buona prassi quella di applicare il principio dell'anticipazione: l'anticipazione degli elementi conferisce al terreno uno stato di fertilità chimica più elevato rispetto a quello medio. Le colture particolarmente esigenti in uno o più elementi della fertilità possono avvantaggiarsi dell'anticipazione in quanto si sviluppano in un terreno più fertile; per questo motivo la concimazione si effettua in generale all'inizio del ciclo colturale oppure frazionando una parte della dose di concime in più interventi sul ciclo in corso.
Va tuttavia precisato che nell'ambito di una rotazione colturale i due principi possono essere applicati in modo elastico secondo la risposta delle differenti colture, ottimizzando la tecnica in un vero e proprio piano di concimazione pluriennale. Per capire il concetto si può fare riferimento alla concimazione potassica nell'esempio semplificato di una rotazione quadriennale, in un terreno tendenzialmente argilloso, con la seguente successione: barbabietola-frumento-pomodoro-orzo.
La barbabietola è una classica coltura potassofila che asporta ingenti quantitativi di potassio, tuttavia risponde poco alla concimazione potassica nei terreni argillosi, in quanto assorbe il potassio utilizzando anche forme immobilizzate non disponibili per altre colture (il potassio fissato e, a maggior ragione, quello scambiabile.
I cereali (orzo e frumento) sono colture prevalentemente esigenti in azoto e fosforo, pur asportando apprezzabili quantitativi di potassio. Il potassio asportato dai cereali si accumula in gran parte nella paglia, perciò, nell'ipotesi in cui la paglia non venga asportata dall'azienda, sarà restituito al terreno dai residui colturali. In ogni modo, i cereali autunno-vernini non rispondono alla concimazione potassica nei terreni che hanno già una discreta dotazione.
Il pomodoro è una pianta potassofila e risponde in modo palese alla concimazione potassica, dal momento che questo elemento è fondamentale per l'accumulo degli zuccheri e per la colorazione delle bacche; inoltre risente dell'antagonismo fisiologico fra il potassio e gli elementi alcalino-terrosi (calcio e magnesio) eventualmente presenti in grandi quantità nel terreno. La coltura trae perciò vantaggio da un'elevata dotazione di potassio, soprattutto nei terreni neutri o tendenti all'alcalinità.
Sulla base di queste considerazioni si può calcolare il fabbisogno complessivo di potassio nell'ambito della rotazione quadriennale e al netto delle eventuali restituzioni con la paglia dei cereali (o con il letame nel caso l'azienda sia dotata di allevamento). Il quantitativo corrispondente al fabbisogno potrà essere frazionato destinandolo prevalentemente al pomodoro, riservandone una quota modesta alla barbabietola e al frumento e sospendendolo del tutto per l'orzo, che sfrutta egregiamente l'effetto residuo della concimazione potassica del pomodoro.
A prescindere dalle considerazioni fatte in precedenza, il dosaggio degli elementi nutritivi da apportare con la concimazione ordinaria dipende da molteplici fattori. Questo aspetto sarà affrontato nei paragrafi successivi.

### Concimazione di fondo
La concimazione di fondo ha carattere di straordinarietà e in generale si esegue una sola volta prima della messa a coltura di un terreno destinato alle coltivazioni erbacee oppure prima dell'impianto di una piantagione legnosa (vigneto, frutteto, oliveto, ecc.). Lo scopo della concimazione di fondo è quello di elevare lo stato di fertilità chimica del terreno apportando considerevoli quantitativi degli elementi nutritivi carenti, in modo da elevare la dotazione a livelli medio alti nello strato prevalentemente esplorato dalle radici (in media i primi 40 cm). Con le stesse finalità si effettua la concimazione di arricchimento quando si vuole elevare lo stato di fertilità di un terreno già in coltivazione. Questo caso si presenta quando non è mai stata effettuata una concimazione di fondo, oppure si sono applicati piani di concimazione errati, che, a causa di uno sfruttamento pluriennale del terreno, ne hanno determinato l'impoverimento.
Il dosaggio da applicare in una concimazione di fondo esula dalle esigenze delle specifiche colture e si basa esclusivamente sui risultati forniti da un'analisi chimico-fisica del terreno. I parametri da prendere in considerazione sono la dotazione specifica degli elementi nutritivi, la densità apparente, la tessitura. Gli orientamenti in funzione del contesto cambiano secondo gli elementi nutritivi, soprattutto in relazione alla loro mobilità nel terreno: 
- Potassio: è un elemento poco mobile e non soggetto a volatilizzazione. A prescindere dalle asportazioni delle colture, l'unico fattore di perdita è rappresentato dal dilavamento nei terreni poveri di colloidi (terreni marcatamente sabbiosi) e dall'erosione. Escludendo quest'ultima possibilità, che rappresenta un fenomeno prevenibile, la concimazione di fondo è utile e duratura in tutti i casi ad eccezione dei terreni sabbiosi, nei quali è sconsigliabile.
- Fosforo: è un elemento poco mobile e non soggetto a volatilizzazione. Valgono perciò le stesse considerazioni fatte per il potassio. Il fosforo è però soggetto, nei terreni ad alto tenore in calcare attivo, al fenomeno della retrogradazione, ossia alla precipitazione chimica sotto forma di fosfato tricalcico. La retrogradazione del fosforo è una perdita a tutti gli effetti ed è un fenomeno di difficile gestione che va affrontato con accorgimenti particolari. Nei terreni fortemente calcarei, pertanto, la concimazione fosfatica di fondo è poco duratura e va attentamente ponderata.
- Azoto: è un elemento molto mobile, facilmente soggetto a perdite per dilavamento e, in caso d'incendio e (nei terreni calcarei) di elevate temperature, a perdite di volatilizzazione; una frazione di moderata entità è trattenuta dai colloidi in forma ammoniacale (ione NH4+), mentre le riserve stabili vere e proprie sono rappresentate dall'azoto organico incorporato nella sostanza organica e nell'humus. La concimazione di fondo deve pertanto essere fatta esclusivamente ricorrendo a concimi organici, tenendo presente che la dinamica dell'azoto è strettamente dipendente da quella della sostanza organica: nelle regioni a clima caldo, la sostanza organica è soggetta a intensi processi di mineralizzazione, pertanto gli effetti di una concimazione azotata di fondo saranno solo temporanei. Ciò non esclude in ogni modo l'efficacia di una periodica concimazione di arricchimento eseguita con concimi organici, che ha effetti benefici a breve e medio termine soprattutto nei terreni poveri di sostanza organica, che rappresentano la norma nelle regioni temperate calde (ad esempio, Italia meridionale e insulare).

### Concimazione minerale e organica
La concimazione minerale è quella eseguita con concimi minerali e, per estensione, con quelli organo-minerali. Si tratta di materiali prodotti dall'industria estrattiva e, soprattutto, dall'industria chimica, largamente diffusi nel mercato e, nelle regioni ad economia di mercato, distribuiti capillarmente attraverso gli ordinari canali di approvvigionamento delle aziende agrarie. La loro reperibilità nelle regioni ad economia di sviluppo è invece problematica, perciò hanno costi proibitivi nei paesi che praticano un'agricoltura estensiva o di sostentamento.
La concimazione organica è quella eseguita con concimi organici che, almeno come definisce la normativa europea, sono materiali di origine biologica contenenti carbonio organico legato ad uno degli elementi della fertilità. Il concime organico per eccellenza, tradizionalmente usato in agricoltura, è il letame o stallatico, ottenuto dalla fermentazione e maturazione della lettiera degli allevamenti tradizionali. Altri concimi organici largamente impiegati nell'agricoltura moderna sono i liquami, mentre di minore diffusione, per ragioni economiche o tecniche, sono la torba, il compost, la pollina, il sovescio.
In generale, i concimi organici hanno un titolo molto più basso di quello dei concimi chimici e una disponibilità, nei paesi industrializzati, che è strettamente legata a condizioni strutturali, a causa della specializzazione e regionalizzazione degli indirizzi produttivi in agricoltura. Per questi motivi, nelle regioni ad agricoltura intensiva, orientata al mercato, la concimazione minerale è una tecnica largamente più diffusa di quella organica per i notevoli vantaggi operativi ed economici. I concimi chimici sono infatti facilmente reperibili in commercio e, facendo riferimento al titolo in unità fertilizzanti, hanno costi di trasporto, di stoccaggio e distribuzione più bassi. Inoltre si manipolano più agevolmente. A titolo d'esempio, la somministrazione di 100 kg/ha di azoto, che corrisponde ad una dose medio bassa per una generica coltura industriale, richiede l'apporto di ben 200 quintali di letame bovino maturo (titolo medio 0,5% in N) e di poco più di 2 quintali di urea (titolo 46% in N). Il prezzo del letame varia molto di zona in zona in funzione di molteplici fattori; a prescindere dalla reperibilità, incide in modo notevole il costo del trasporto e, in media, il costo unitario per l'agricoltore, comprensivo di trasporto e rifornimento, è dell'ordine di 1-1,5 €/q, quello dell'urea ha prezzi dell'ordine di 2,5 €/q. Sulla base di questi valori, che hanno esclusivo carattere orientativo, solo per l'approvvigionamento la concimazione dell'esempio costerebbe all'agricoltore circa 200 €/ha, nella migliore delle ipotesi, distribuendo il letame, a fronte di 50 €/ha, distribuendo l'urea. Il divario dei costi fra concimazione minerale e organica si accentua se si prendono in considerazione concimi organici di più facile reperibilità (rispetto al letame) ma più costosi, come ad esempio il compost, che avrebbe un costo di approvvigionamento, compreso il trasporto, dell'ordine di 2,5-2,6 €/q.
Il confronto fra concimazione minerale e organica non può comunque basarsi esclusivamente su parametri tecnico-economici, ma vanno considerati anche gli aspetti igienico-sanitari, quelli ambientali e, per alcuni fertilizzanti, quelli legislativi.
La concimazione organica, con opportune riserve in merito ai liquami e alcuni reflui agroindustriali, ha un modesto impatto sia sull'ambiente sia sulla salute dei consumatori. Sotto l'aspetto ecologico, il terreno rappresenta inoltre il sito per eccellenza per lo smaltimento dei rifiuti organici, dal momento che in tutti gli ecosistemi terrestri la comunità degli organismi decompositori si insedia soprattutto nel terreno. L'inconveniente più probabile che può presentare la concimazione organica, sotto l'aspetto ambientale, è la possibilità d'inquinamento delle falde, con la somministrazione di quantitativi eccessivi di liquami zootecnici, o l'accumulo di metalli pesanti o sostanze varie di una certa tossicità, con l'apporto di compost derivati dal trattamento di rifiuti civili o industriali non adeguati.
La concimazione minerale ha invece un potenziale impatto negativo sull'ambiente e, indirettamente, sulla salute, a causa della possibilità di inquinamento delle falde conseguente al dilavamento dei sali, in particolare dei nitrati. Questo evento si verifica in particolare sui terreni tendenzialmente sciolti e soggetti a frequenti e abbondanti apporti idrici, naturali o artificiali, unitamente a laute concimazioni azotate. Il passaggio dei nitrati nella falda freatica e, in secondo luogo, nei corsi d'acqua è pericoloso per l'insorgenza di fenomeni di eutrofizzazione nelle acque superficiali e per il possibile accumulo di nitrati nell'acqua potabile degli acquedotti alimentati dalle falde. In passato, in particolare negli anni ottanta, l'agricoltura nell'Italia settentrionale è stata chiamata in causa per il fenomeno dell'eutrofizzazione del Mare Adriatico, causato dall'eccesso di nitrati e di fosfati trasportati dal Po. Va tuttavia specificato che difficilmente nei terreni italiani si può avere dilavamento del fosforo, dal momento che questo elemento è ben trattenuto dal potere assorbente del terreno.
Un altro punto a sfavore della concimazione minerale è la minore salubrità dei prodotti ottenuti con essa. Anche in questo caso i maggiori rischi derivano dall'accumulo dei nitrati negli ortaggi fogliosi (insalate, bietole, spinaci, ecc.), che si verifica soprattutto con le concimazioni azotate abbondanti. La messa in accusa dei concimi chimici, in realtà, è frutto di una cattiva informazione e di una soggettiva repulsione verso tutto ciò che non è di origine biologica: i composti chimici, siano essi di natura biologica o sintetica, sono soggetti nel terreno a dinamiche di trasformazione che alla fine portano a risultati qualitativamente identici: le piante, ad esempio, assorbono l'azoto sotto forma di ione nitrato (NO3-), disciolto nella soluzione circolante del terreno; questo può provenire da diverse fonti: può essere portato direttamente con la concimazione minerale, oppure può derivare dalla nitrificazione dell'azoto ammoniacale, a sua volta apportato con la concimazione minerale, oppure prodotto dalla mineralizzazione dei composti organici. In definitiva, l'azoto entra all'interno dei vegetali sotto forma di nitrato, indipendentemente dal fatto che questo provenga da concimi minerali o organici; se l'accumulo di sali, potenzialmente tossici o non, è maggiormente frequente nei prodotti agricoli ottenuti con la concimazione minerale, la causa va attribuita per lo più alla maggiore possibilità di raggiungere dosaggi eccessivi con l'uso di concimi chimici. I concimi organici hanno invece titoli molto più bassi e l'apporto di elementi nutritivi è quantitativamente limitato e legato alla dinamica della mineralizzazione, che rilascia gradualmente le forme minerali. Il minore impatto della concimazione organica sarebbe pertanto dovuto ad una nutrizione vegetale "moderata".
A prescindere dalle posizioni assunte nel dibattito pro e contro la concimazione minerale, va in ogni modo considerato che questa pratica è bandita dai disciplinari di agricoltura biologica, che prevedono esclusivamente la concimazione organica.

### Fertirrigazione
La fertirrigazione è una pratica di concimazione che consiste nella somministrazione di concimi veicolati dall'acqua dell'irrigazione. La tecnica si può applicare, con impianti di tipologia differente, sia per la concimazione minerale sia per quella organica (usando ad esempio i liquami) ma in genere si adotta per quella minerale. La fertirrigazione comporta infatti la miscelazione con l'acqua irrigua di una soluzione fluida di concimi, operazione impossibile da effettuarsi con la maggior parte dei fertilizzanti organici.
Un impianto di fertirrigazione comprende uno o più serbatoi di stoccaggio della soluzione nutritiva, con rispettivi dispositivi di aspirazione e spinta, i quali immettono la soluzione direttamente nella condotta di irrigazione o in una sua derivazione. In dotazione all'impianto vi è una centralina di controllo che regola la portata del flusso di miscelazione in base a parametri chimico-fisici preimpostati. Fra questi, quelli fondamentali sono la concentrazione salina dell'acqua irrigua fertilizzata e il pH. Il primo parametro permette di controllare il dosaggio dei concimi, ad esempio attraverso la conducibilità elettrica, il secondo permette di controllare la dinamica di assorbimento dei nutrienti, strettamente legata al pH. La regolazione del pH si effettua agendo sulla portata di miscelazione, secondo il tipo d'impianto, di una soluzione acida o basica. Un impianto di fertirrigazione di questa tipologia è integralmente automatizzabile per mezzo di elettrovalvole comandate da una centralina di controllo o, più semplicemente, da dispositivi a tempo.
Il vantaggio della fertirrigazione consiste nell'ottimizzazione della nutrizione minerale, in quanto la somministrazione dei concimi può essere adattata alla dinamica dei fabbisogni nutritivi della coltura nel corso del ciclo: un impiego ottimale dell'impianto contempla anche la variazione del dosaggio e della formula di concimazione secondo la fase fenologica della coltura. La fertirrigazione si presta per essere adottata nei sistemi d'irrigazione in pressione, preferibilmente con distribuzione localizzata (irrigazione a goccia o altri sistemi di microirrigazione). Dati gli alti costi fissi degli impianti e i costi di esercizio non trascurabili, la fertirrigazione è in genere limitata ai comparti dell'orticoltura, della frutticoltura, della floricoltura e della serricoltura. Non esistono, comunque, vincoli tecnici all'adozione sulle altre colture erbacee da pieno campo.
Va, tuttavia, ricordato che spesso la necessità di eliminare enormi quantitativi di liquami ha indotto al mascheramento – con l’innocua pratica della fertirrigazione – di attività configuranti scarico non autorizzato o abbandono di rifiuti. Con la contestuale tendenza a rendere questa pratica esente e zona franca dalle normative sull’inquinamento (sia da quella in materia di rifiuti sia da quella in materia di scarichi). Tale fenomeno prende il nome di "falsa fertirrigazione",

### Concimazione fogliare
La concimazione fogliare è una tecnica di somministrazione dei concimi che sfrutta la capacità delle piante di assorbire l'acqua e i sali minerali in essa disciolti attraverso l'epidermide e gli stomi delle foglie. Il comportamento delle piante e l'efficacia dell'intervento varia in funzione di diversi fattori (specie vegetale, età delle foglie, morfologia e anatomia, sostanze utilizzate, modalità di irrorazione, ecc.), in ogni modo va considerato che le piante sono per natura portate a veicolare la nutrizione minerale attraverso le radici, perciò i dosaggi applicabili nella concimazione fogliare sono molto più bassi di quelli relativi alla concimazione ordinaria, sebbene siano molto efficaci. Va inoltre considerato che l'impiego di alti dosaggi o di specifiche sostanze può causare fitotossicità.
In linea di massima, la concimazione fogliare non si presta ai fini nutrizionali, bensì può essere considerata soprattutto come un intervento integrativo che permette la risoluzione di carenze nutrizionali, spesso frequenti per i microelementi (ferro, zinco, rame, boro, manganese, molibdeno), e per l'apporto di amminoacidi e sostanze stimolanti e rinforzanti di rapida assimilazione. Gli oligoelementi sono assorbiti in quantità molto limitate e le carenze nutrizionali sono in genere causate da fenomeni di insolubilità o di antagonismo di assorbimento, più che da vere e proprie carenze nel terreno. In questo caso la somministrazione per via fogliare permette di svincolarsi dalle cause effettive che provocano la carenza.

## Macchine per la distribuzione dei concimi
Facendo riferimento alla concimazione eseguita nell'agricoltura ordinaria con fertilizzanti in forma solida, la distribuzione dei concimi si effettua in genere ricorrendo a macchine specifiche adatte per determinate finalità. Alcune tipologie sono tuttavia concepite per la distribuzione di fertilizzanti in forma liquida o gassosa.

### Spandiconcime

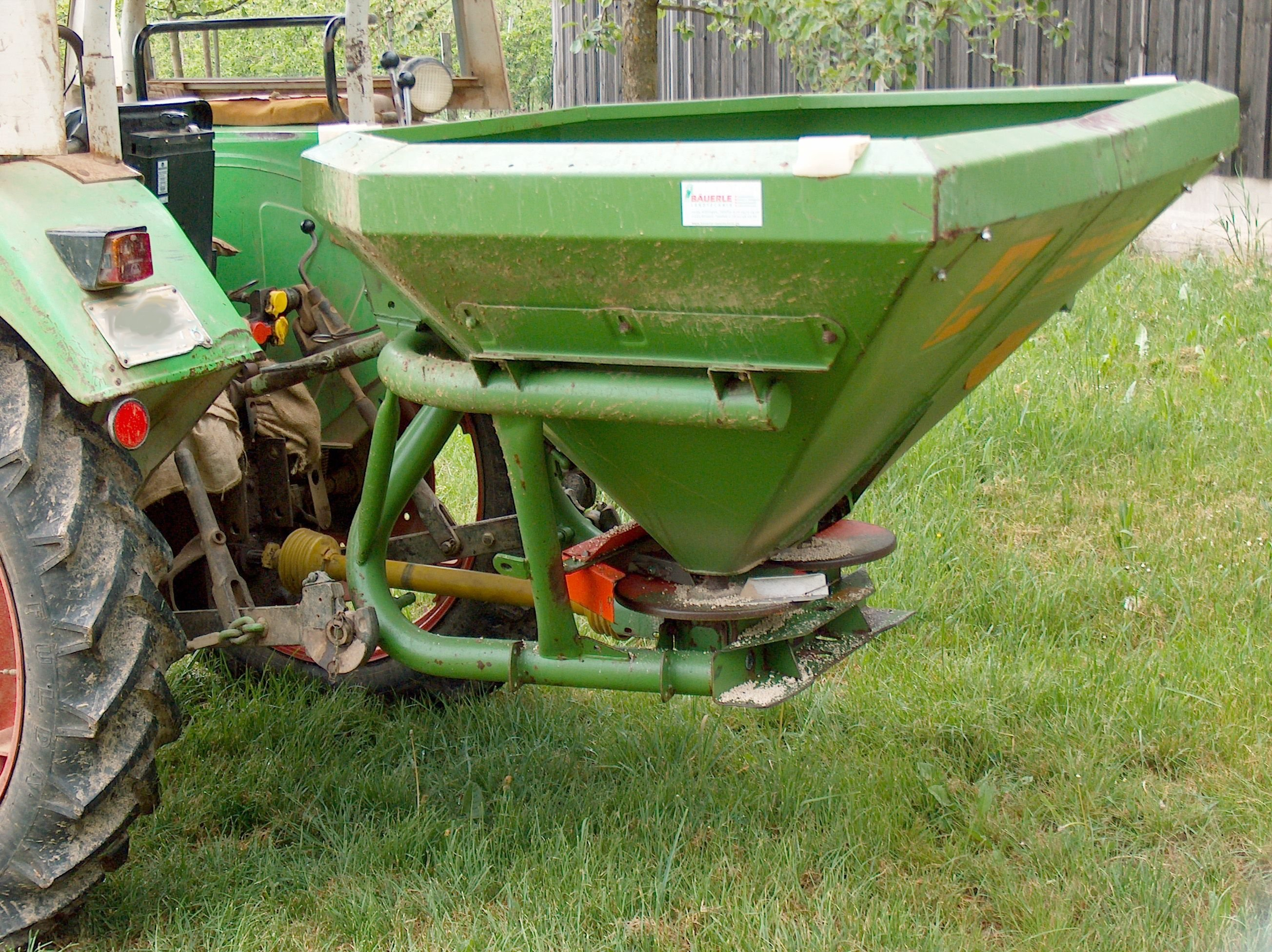
Spandiconcime centrifugo

Lo spandiconcime è concepito per la distribuzione di concimi minerali solidi, i cui formulati sono in granuli o, meno frequentemente, in cristalli o in polvere, tuttavia alcune tipologie si prestano anche per la distribuzione di concimi organici ridotti in pellet (es. la pollina) e, impropriamente, per la distribuzione di semi nella semina a spaglio. Le tipologie fondamentali di spandiconcime sono due, ad azione centrifuga o pneumatica.
Lo spandiconcime centrifugo è la tipologia più economica e di più largo impiego. Consiste in una tramoggia di carico a forma conica o piramidale rovescia, che lascia cadere per gravità il concime su una piattaforma ruotante azionata dalla presa di potenza del trattore. Per effetto della forza centrifuga il concime che cade sulla piattaforma viene scagliato posteriormente a ventaglio, coprendo con l'avanzamento del trattore una fascia rettangolare. Il dosaggio del concime si effettua regolando l'apertura di scarico della tramoggia e la velocità di avanzamento del trattore. Il sistema è alquanto approssimativo sia nel dosaggio sia nell'omogeneità di distribuzione, tuttavia questi limiti sono accettabili e compensati dal basso costo della macchina; un trattorista esperto è infatti in grado di operare sovrapponendo le fasce di distribuzione ottenendo un'apprezzabile omogeneità di distribuzione e adeguando la velocità alla quantità di concime da somministrare in un unico passaggio. Gli spandiconcime centrifughi sono adatti alla distribuzione di concimi granulari, cristallini o pellettati, mentre sono poco adatti alla distribuzione di quelli polverulenti (es. le scorie Thomas e i vecchi formulati della calciocianammide). In ogni modo i formulati in polvere hanno ormai una diffusione marginale e per lo più sono impiegati per i concimi solubili usati in fertirrigazione.
Lo spandiconcime pneumatico è una tipologia più sofisticata e meno diffusa a causa dei costi fissi e di manutenzione più alti. È composto da una tramoggia di carico che lascia cadere il concime in una corrente d'aria forzata che lo convoglia tramite tubazioni al sistema di distribuzione. Questo è fondamentalmente costituito da una barra trasversale in cui sono distribuiti gli ugelli erogatori. Rispetto agli spandiconcime centrifughi ha il vantaggio di regolare meglio la distribuzione e non richiede la sovrapposizione dei passaggi, in quanto la distribuzione è di per sé omogenea. I limiti operativi consistono nei formulati impiegabili: il trasporto pneumatico è adatto infatti alla distribuzione di concimi in polvere o in microgranuli, mentre è poco adatto ai granuli, ai cristalli e, a maggior ragione, ai pellet.

### Seminatrici

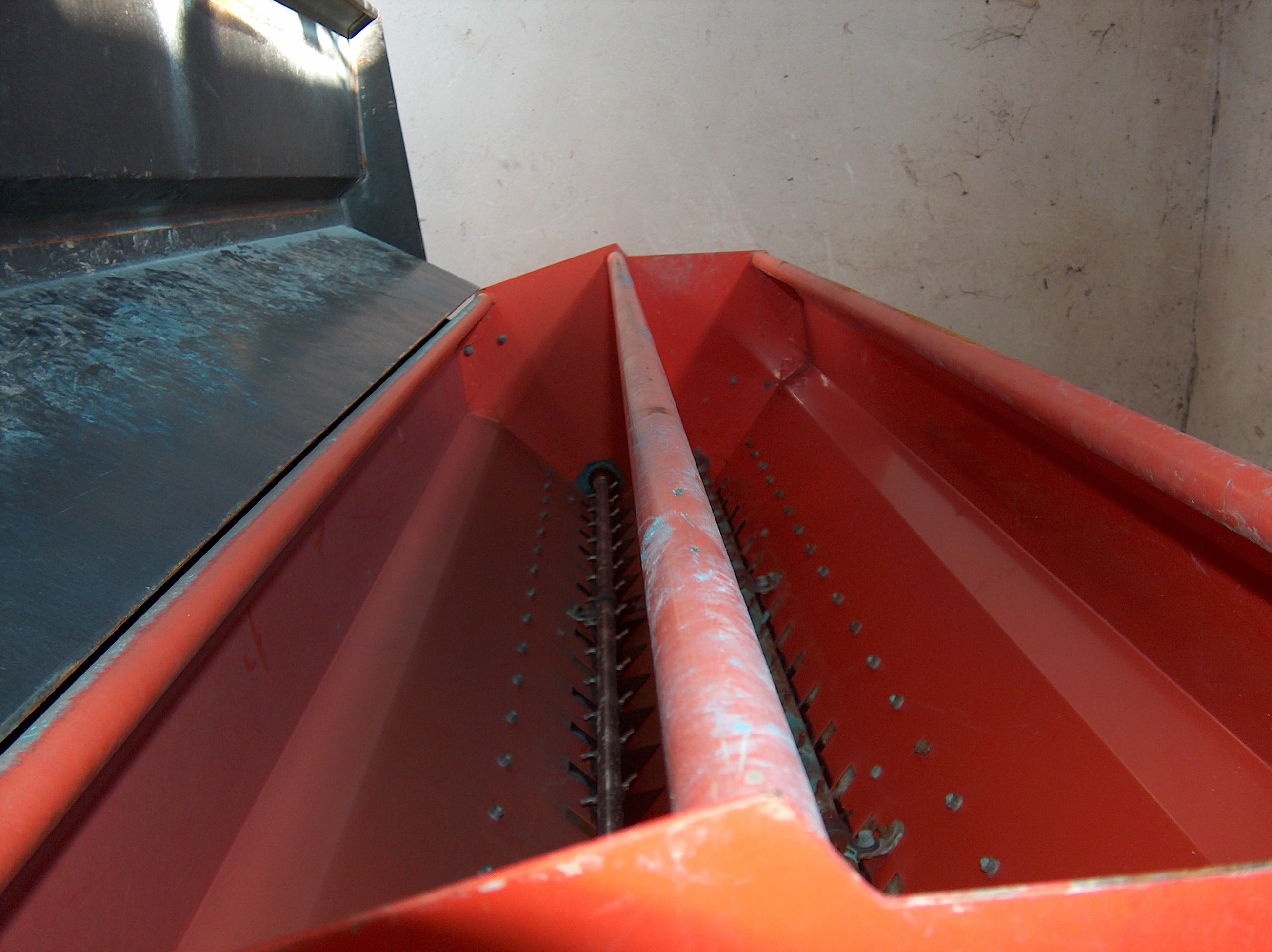
Le seminatrici sono fornite di tramogge separate per il carico del concime e della semente

Nelle tecniche ordinarie, la maggior parte del concime si distribuisce all'inizio del ciclo colturale, se non in un'unica soluzione eliminando del tutto gli interventi sulla coltura in corso (concimazione di copertura). L'esigenza di semplificare le operazioni colturali e ridurre il numero di interventi ha portato al concepimento di seminatrici che eseguono, contemporaneamente alla semina, altre operazioni. Anche le macchine più semplici, come le seminatrici universali a righe, combinano la semina con la concimazione. Queste macchine dispongono di due tramogge separate, una per la semente, l'altra per il concime; la deposizione del seme e del concime avviene contemporaneamente per mezzo degli stessi organi di distribuzione. Sul fondo delle tramogge è dislocato il sistema di rilascio che permette di regolare in modo differenziale i flussi del seme e del concime secondo le diverse esigenze.
Questa soluzione è la realizzazione pratica del principio della concimazione localizzata: il concime viene distribuito lungo la fila di semina conferendo al terreno un elevato stato di fertilità chimica proprio in prossimità della pianta fin dalle prime fasi.
La distribuzione dei concimi alla semina, con l'uso delle seminatrici, si presta solo per i concimi minerali: a prescindere dai limiti tecnici intrinseci delle macchine, la distribuzione eccessivamente localizzata dei concimi organici è poco razionale, in quanto per questi materiali è più adatta la distribuzione a tutto campo e l'interramento a profondità maggiori.

### Spandiletame

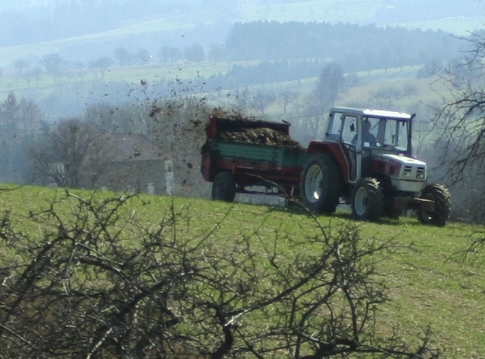
Concimazione organica eseguita con spandiletame

Sono macchine di semplice concezione adatte alla distribuzione di grandi quantitativi di materiale solido grossolano come il letame. Sono costituite da un carro trainato fornito di un pianale di carico a sponde alte. Il fondo è dotato di un nastro trasportatore per il convogliamento della massa verso il lato posteriore. Qui è disposto un sistema di scarico che provvede anche alla frantumazione grossolana del materiale per mezzo di alberi rotativi provvisti di lame.

### Spandiconcime irrorante
È una macchina concepita per la distribuzione di concimi in forma liquida, iniettati per pressione da ugelli assolcatori subito sotto la superficie del terreno. La macchina comprende un serbatoio di carico, un sistema di spinta costituito da una pompa idraulica, tubature di servizio e, infine, il sistema di erogazione. Permette un'elevata omogeneità di distribuzione e si presta anche per la distribuzione localizzata e in copertura di concimi fosfatici e potassici e per la somministrazione di liquami. In quest'ultimo caso si riduce notevolmente l'inconveniente dell'emissione di cattivi odori.

### Carrobotte spandiliquame

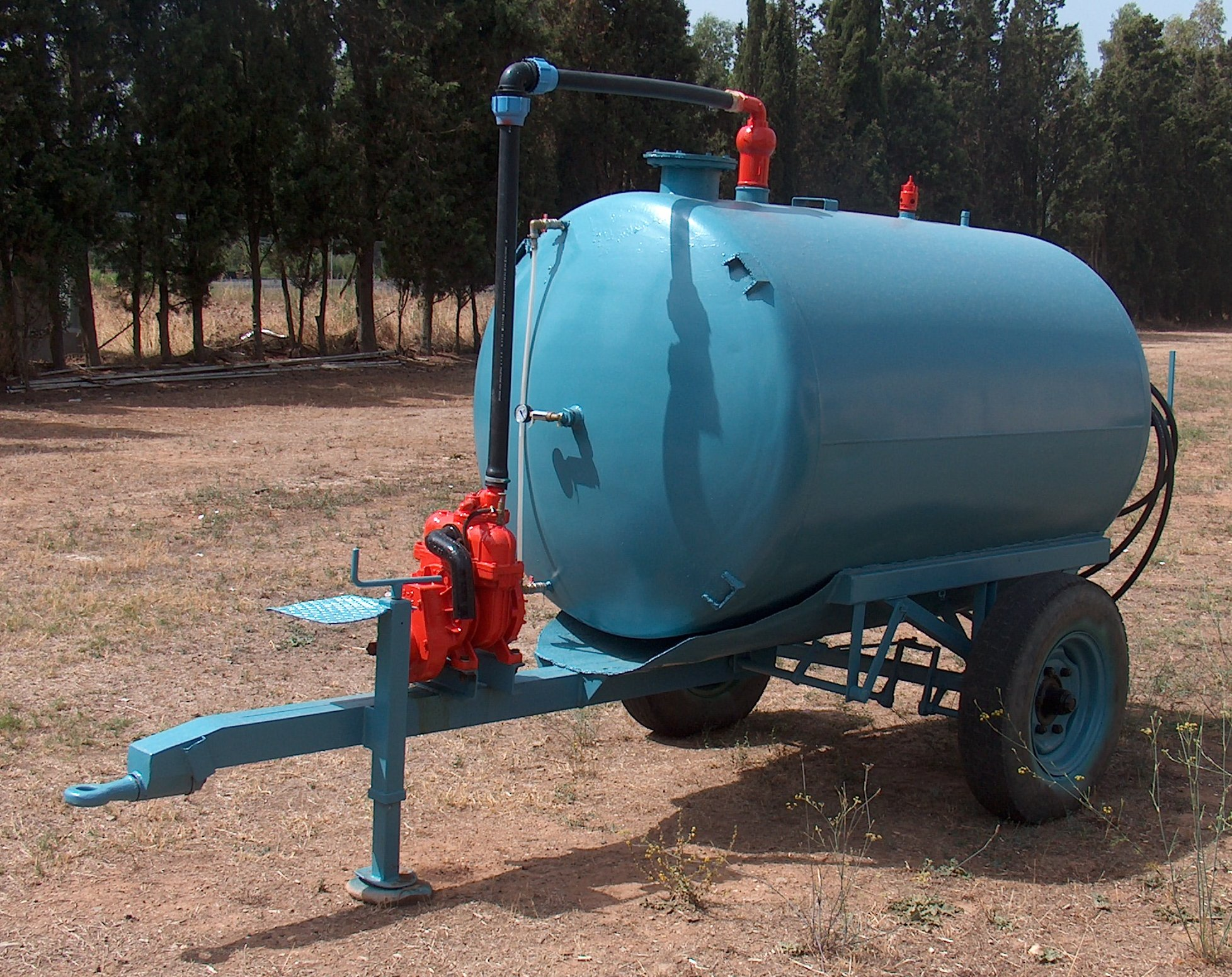
Spandiliquame

È costituito da un carrello trainato portante un serbatoio cilindrico della capacità variabile da poche centinaia ad alcune migliaia di litri. La macchina è dotata di un compressore, azionato dalla presa di potenza del trattore, che, per mezzo di una valvola invertibile permette il carico e lo scarico della cisterna secondo la pressione:
- per caricare il serbatoio, si aziona la valvola in modo che la pompa aspiri l'aria dalla cisterna; la depressione interna aspira il liquame dalla vasca di stoccaggio attraverso una tubazione;
- per scaricare il serbatoio s'inverte la valvola; in questo modo la pompa immette aria forzata creando una pressione che spinge il liquame irrorando una fascia posteriore larga circa una ventina di metri.

Completano la dotazione dispositivi accessori (valvole di sicurezza, aperture d'ispezione, manometri e dispositivi di controllo del livello).
Come dice il nome, gli spandiliquame sono concepiti per la distribuzione dei liquami, tuttavia si possono usare, all'occorrenza, anche per altri scopi (spandimento di liquidi vari, spurgo di pozzi neri, prosciugamento, irrigazione di aiuole, piccoli superfici, alberi sparsi, ecc.).

### Macchine distributrici di ammoniaca
Presso le industrie chimiche è disponibile e può essere impiegata l'ammoniaca anidra, il concime azotato con il più alto titolo (82,3% in N). Questo concime è in forma gassosa ed è distribuito con macchine che iniettano il gas sotto la superficie del terreno, dove, reagendo con l'acqua, entra in soluzione.

## Tecnica della concimazione
La modalità e l'epoca di esecuzione della concimazione dipendono naturalmente da vari contesti. Facendo riferimento alle condizioni più frequenti, che contemplano la distribuzione di concimi minerali o organici solidi oppure di liquami, la tecnica differisce sostanzialmente oltre che per la tipologia di macchina anche per la procedura.
Gli aspetti fondamentali che condizionano la procedura sono i tempi di rilascio degli elementi nutritivi e la loro mobilità nel terreno: alcuni concimi sono a pronto effetto, nel senso che rilasciano gli elementi nutritivi in tempi brevi (da poche ore ad alcuni giorni) e nella forma direttamente utilizzabile dalle piante, altri sono a effetto lento, nel senso che rilasciano gli elementi nutritivi in tempi più o meno lunghi (da poche settimane a diversi mesi) in quanto devono sottostare a dinamiche di trasformazione di natura microbica, chimica e chimico-fisica. Infine occorre tener presente che alcuni elementi sono dotati di una notevole mobilità, per cui sono facilmente veicolati dall'acqua lungo il profilo del terreno, mentre altri sono poco mobili perché trattenuti dal potere assorbente del terreno. Gli elementi mobili si distribuiscono senza particolari accorgimenti e senza la necessità di interrarli, tuttavia si perdono facilmente per il dilavamento. Gli elementi poco mobili sono trattenuti stabilmente nel terreno, ma non ci sarà risposta alla concimazione se sono lasciati in superficie oppure distribuiti in uno strato lontano dalle radici assorbenti.
Per una corretta esecuzione della concimazione è necessario conoscere alcuni di questi aspetti.

### Somministrazione dei concimi organici
Indipendentemente dal materiale organico distribuito, la sostanza organica immobilizza temporaneamente gli elementi nutritivi incorporati preservandoli dalle perdite per dilavamento, ma rendendoli anche indisponibili per le piante. Prima che tali elementi possano essere trasformati in forma minerale, la sostanza organica dovrà essere decomposta e infine mineralizzata, con rilascio di azoto ammoniacale (NH4+) e forme ossigenate solubili del fosforo e dello zolfo (ioni fosfato acido,  H2PO4- e HPO42-, e ioni solfato acido, HSO4-); i metalli, essendo generalmente presenti nella sostanza organica in forma ionica (K+, Ca++, Mg++, ecc.), sono liberati in seguito alla decomposizione dei residui acidi organici.
La decomposizione e mineralizzazione dell'humus e della sostanza organica in generale sono processi microbici che procedono a temperature relativamente alte, perciò sono più intensi nel periodo primaverile ed estivo. Ne consegue che la distribuzione di concimi organici, specie nel periodo autunnale, darà i suoi effetti a distanza di diversi mesi e durante questo periodo le piante potranno disporre solo della frazione minerale preesistente nel terreno.
Un altro aspetto da considerare è l'immobilità della sostanza organica: affinché i processi di decomposizione, umificazione e mineralizzazione si svolgano correttamente e in tempi relativamente brevi, la sostanza organica deve essere incorporata sotto la superficie del terreno: nei terreni naturali infatti la dinamica del ciclo del carbonio è organizzata in strati lungo il profilo del suolo, condizione questa che è difficilmente riproducibile nei terreni agrari, se non impossibile in quelli sottoposti a periodiche lavorazioni.
Sulla base di queste considerazioni, i concimi organici vanno in genere distribuiti prima della lavorazione principale (aratura, fresatura, ecc.), in modo da incorporarli nel profilo lavorato.

### Somministrazione dei concimi fosfatici e potassici

Flusso nutritivo della concimazione potassica attraverso il complesso di scambio del terreno

Il fosforo e il potassio sono notoriamente elementi poco mobili perché vengono trattenuti dal potere assorbente del terreno adsorbiti sulla superficie dei colloidi. L'acqua presente nel terreno discioglie i granuli e i cristalli che compongono il concime e porta in soluzione gli ioni. Essendoci un equilibrio dinamico fra ioni in soluzione e ioni adsorbiti, i processi di scambio ionico dell'interfaccia, che separa il complesso di scambio dalla soluzione circolante, sottraggono gli ioni fosfato e gli ioni potassio all'acqua immobilizzandoli temporaneamente sulla superficie dei colloidi.
L'immobilizzazione dovuta allo scambio ionico è un processo esclusivamente chimico-fisico e reversibile: per effetto dell'equilibrio, gli ioni trattenuti saranno rilasciati gradualmente mano a mano che la soluzione circolante si impoverisce per effetto dell'assorbimento radicale o del dilavamento. Per la scarsa mobilità di questi elementi la disponibilità per le piante si verifica solo se il rilascio degli ioni avviene in corrispondenza dello spazio esplorato dalle radici. Analogo comportamento si riscontra per il calcio e il magnesio, anch'essi trattenuti dal complesso di scambio del terreno.
Sulla base di queste considerazioni i concimi fosfatici e potassici vanno distribuiti in modo che sia possibile incorporarli nel terreno con una lavorazione. Infatti, lasciandoli in superficie, occorreranno mesi, se non alcuni anni, prima che il fosforo e il potassio arrivino alla profondità degli apparati radicali. Nei terreni che hanno una modesta dotazione è fondamentale distribuire questi concimi incorporandoli in tutto lo strato attivo, pertanto la concimazione fosfopotassica andrebbe eseguita prima della lavorazione principale oppure frazionando la dose in due somministrazioni: una a tutto campo prima della lavorazione, la seconda alla semina, localizzata lungo le file di semina. Nei terreni che hanno invece una buona dotazione è sufficiente somministrare i concimi fosfopotassici al momento della semina, semplificando le operazioni colturali; sarà il tempo a distribuire gli elementi lungo il profilo reintegrando le asportazioni che si hanno ogni anno. Da queste considerazioni si desume anche l'importanza della concimazione di fondo ai fini della nutrizione fosfatica e potassica delle piante: l'alta dotazione del terreno permette l'instaurazione di una dinamica della fertilità fosfopotassica che si articola in cicli pluriennali stabilmente mantenuta dalle annuali reintegrazioni.

### Somministrazione dei concimi azotati
L'azoto è l'elemento più facile da somministrare, ma è anche la causa più frequente di errori di valutazione in quanto il comportamento dell'azoto varia in modo notevole secondo la sua forma chimica. La dinamica dell'azoto è riassunta nella seguente tabella.
|                                                            | Concimi organici                                | Concimi minerali                         | Concimi minerali                         | Concimi minerali |
| N organico                                                 | N ureico                                        | N ammoniacale                            | N nitrico                                |                  |
| ---------------------------------------------------------- | ----------------------------------------------- | ---------------------------------------- | ---------------------------------------- | ---------------- |
| Persistenza nel terreno                                    | Lunga                                           | Moderatamente lunga                      | Moderatamente lunga                      | Breve            |
| Fattore di persistenza                                     | Assorbimento biologico                          | Fisico-chimico (adsorbimento colloidale) | Fisico-chimico (adsorbimento colloidale) | Nessuno          |
| Assorbimento radicale                                      | No                                              | No                                       | Poche specie                             | Tutte le specie  |
| Trasformazioni necessarie prima dell'assorbimento radicale | Mineralizzazione Ammonificazione Nitrificazione | Ammonificazione Nitrificazione           | Nitrificazione                           | Nessuna          |
| Risposta delle piante                                      | Effetto ritardato e dilazionato                 | Lento effetto                            | Medio effetto                            | Pronto effetto   |

Come si evince dalla tabella, i tempi di risposta delle colture alla concimazione minerale azotata e la persistenza non vanno di pari passo: le concimazioni a pronto effetto sono anche quelle che hanno una scarsa persistenza. Il motivo di fondo risiede nei tempi richiesti dalla nitrificazione: la maggior parte delle piante assorbe solo l'azoto nitrico, pertanto, nel caso della somministrazione della forma ureica o di quella ammoniacale, ci sarà un ritardo richiesto dalla conversione dell'azoto ammoniacale in azoto nitrico, processo attuato da un ristretto raggruppamento di specie batteriche. L'attività dei batteri nitrificanti è strettamente condizionata dalla temperatura: in inverno può arrestarsi del tutto, in estate può richiedere pochi giorni, mentre a fine inverno e in primavera, secondo le condizioni termiche, può richiedere tempi variabili dai 10 giorni ai 20-30 giorni. Da quanto detto si desume anche che nei periodi caldi la differenza dei tempi di risposta ai concimi ureici e quelli nitrici è minima, mentre nella stagione fredda ci possono essere, secondo le regioni, differenze di diversi mesi. Ad esempio, nell'Italia meridionale non è raro che a fine inverno si esegua la concimazione di copertura del frumento con l'urea, dato il suo minore costo, mentre nella Pianura Padana è opportuno ricorrere a concimi nitrici o nitrico-ammoniacali (nitrato ammonico).

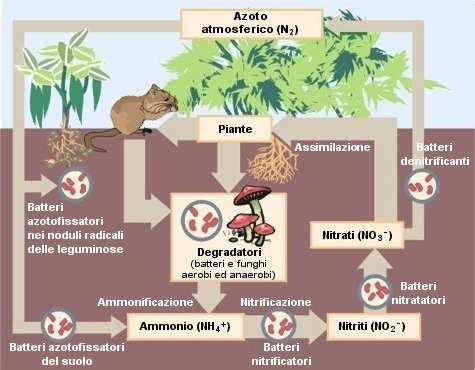
Le trasformazioni dell'azoto nel terreno

Sulla base di queste considerazioni la concimazione azotata si esegue con criteri differenti secondo il contesto. Nelle colture a ciclo autunno-primaverile la concimazione azotata va frazionata somministrando metà o due terzi della dose alla semina, impiegando un concime a lento o medio effetto (contenente azoto ureico o ammoniacale). Il resto della dose si somministra in uno o due interventi in copertura, vale a dire sulla coltura in atto, alla fine dell'inverno o all'inizio della primavera, usando, secondo le condizioni termiche, un concime a medio o a pronto effetto. Nelle colture a ciclo estivo la concimazione azotata deve tener conto del sistema d'irrigazione impiegato: considerato che possono esserci perdite per dilavamento a causa della distribuzione periodica di elevati volumi irrigui, sarebbe opportuno frazionare la dose in almeno due interventi (uno alla semina, uno in copertura), usando in questo caso concimi a lento effetto. In ogni modo va precisato che tali indicazioni hanno solo un valore orientativo, in quanto le condizioni ambientali e operative possono variare notevolmente in funzione della regione, della stagione, della coltura, del terreno. Per tali motivi la concimazione azotata è una tecnica che viene attuata con estrema eterogeneità in quanto è impossibile impostare una direttiva generale di valore assoluto.
Un altro aspetto da prendere in considerazione è il modo in cui il concime s'incorpora nel terreno. Essendo l'azoto un elemento mobile ed essendo i concimi minerali azotati altamente solubili, non è necessario eseguire lavori d'interramento: sarà sufficiente una pioggia o un'irrigazione per portare in soluzione il concime e distribuirlo lungo il profilo del terreno.

## Scelta del concime
La scelta del concime è un aspetto fondamentale della tecnica, in quanto può avere rilevanti ripercussioni non solo sull'organizzazione aziendale e sulla dotazione del parco macchine, ma anche sull'indirizzo produttivo. Il criterio principale su cui si basa la scelta dovrebbe essere quello tecnico-agronomico, ma questo può anche diventare secondario ed essere subordinato a criteri economici, logistici, ecologici e legislativi.

### Concime organico o minerale?
La prima scelta discerne fra i concimi organici e quelli minerali, con problematiche di cui si è in parte parlato in precedenza. La scelta del concime organico diventa obbligatoria se l'azienda si prefigge un indirizzo biologico, con il quale la concimazione minerale è incompatibile. L'agricoltura biologica è tuttavia un settore di nicchia, per quanto in forte espansione, perciò nella maggior parte dei casi la scelta è condizionata da aspetti organizzativi ed economici e strutturali e, in seconda istanza, tecnico-agronomici. In generale, il basso titolo dei concimi organici (che costringe alla distribuzione di elevati quantitativi), la produzione limitata in campo industriale, la difficoltà di reperimento, che richiede spesso il ricorso a trasporti su lunga distanza, la difficoltà d'impostazione di una razionale formula di concimazione, la difficoltà di distribuzione in campo, sono nel complesso fattori che depongono a sfavore dei concimi organici. Gli agricoltori perciò si orientano di preferenza verso la scelta dei concimi minerali. Vi sono tuttavia contesti particolari che rendono possibile, se non addirittura conveniente, il ricorso alla concimazione organica, anche se questa si configura sempre come tecnica che integra quella minerale:
- Colture da reddito: l'orticoltura e la floricoltura da reddito si praticano spesso in regime intensivo su limitate superfici e su terreni sciolti, dotati di uno scarso potere assorbente e di ritenuta idrica. In queste condizioni il ricorso alla concimazione organica si rivela spesso tecnicamente vantaggioso, se non necessario per l'importante effetto ammendante dei concimi organici. Il maggiore impatto economico della concimazione organica è compensato naturalmente dalla redditività della coltura.
- Aziende zootecniche: nelle aziende fornite di un allevamento si ottiene un sottoprodotto, in forma di letame o liquame, che da un lato rappresenta un rifiuto inquinante da smaltire (con relativi costi) e da un altro un vero e proprio bene economico riciclabile all'interno dell'azienda. Per queste aziende la disponibilità di concimi organici, alcuni, come il letame, di elevato valore rappresenta un vantaggio tecnico ed economico rispetto a quelle specializzate nella produzione vegetale. Ne consegue che in queste aziende la concimazione organica è una pratica ordinaria perché da un lato riduce i costi di smaltimento dei rifiuti zootecnici e dall'altro sfrutta i benefici tecnici ed economici derivanti dall'apporto di sostanza organica. Va anche detto che storicamente il passaggio da un'agricoltura tradizionale (nella quale la presenza dell'allevamento rientrava nell'ordinarietà delle aziende agricole) ad un'agricoltura moderna altamente specializzata, ha portato nel tempo ad un decadimento dello stato di fertilità dei terreni nelle aziende non zootecniche proprio a causa dell'abbandono della concimazione organica; tale decadimento è in parte compensato da un più massivo impiego dei concimi minerali, che da un lato sostituiscono egregiamente i concimi organici, ma non possono eguagliarne il potenziale fertilizzante complessivo sotto l'aspetto fisico e biologico.
- Disponibilità di rifiuti organici nel territorio. Esistono contesti di ambito locale che rendono conveniente la distribuzione di concimi organici praticamente privi di valore commerciale, sul quale grava solo il costo di trasporto. La disponibilità di questi materiali nelle immediate vicinanze riduce sensibilmente i costi di trasporto, limitando lo svantaggio economico della concimazione organica nei confronti di quella minerale. Tali condizioni si verificano in genere in prossimità di industrie agroalimentari, che producono ingenti quantità di materiali o reflui di scarto da smaltire e non sempre di facile riciclaggio, e di allevamenti zootecnici intensivi senza terra (porcilaie, centri di ingrasso, pollai) per i quali il costo di smaltimento dei reflui si riduce distribuendoli su terreni altrui.

Al di fuori di questi contesti, in un'agricoltura di mercato integrata in Paesi industrializzati la scelta depone a netto favore dei concimi chimici. Tuttavia è probabile che in futuro questo divario si riduca grazie ad una maggiore diffusione degli impianti di compostaggio dei rifiuti solidi urbani, resa possibile dalla raccolta differenziata dei rifiuti, e, contemporaneamente, ad una maggiore incidenza dei costi energetici associati alla produzione dei concimi chimici.

### Scelta dei concimi minerali
La scelta nell'ambito dei concimi minerali è alquanto complessa per la concomitanza di differenti criteri e la variabilità dei contesti; è impossibile configurare una linea generale: ci sono casi in cui i criteri tecnici hanno una priorità su quelli economici, altri in cui sono subordinati, altri ancora in cui entrano in gioco fattori di non facile inquadramento (tradizioni, reperibilità, competenza tecnica, regolamenti normativi, ecc.). I principali criteri che condizionano la scelta del concime sono i seguenti:
- Costo del concime. È naturalmente il criterio prioritario a parità di condizioni e, più in generale, ogni volta che le altre esigenze, in particolare quelle tecniche, non rappresentino un fattore di scelta obbligata. Nel costo del concime non si computa solo il prezzo commerciale, in quanto hanno un peso non trascurabile anche i costi di trasporto, stoccaggio e distribuzione. Per quanto concerne il prezzo, il parametro fondamentale è il prezzo dell'unità fertilizzante (in altri termini rapportato al titolo del concime) e non quello nominale.
- Titolo del concime. Il titolo del concime è uno dei parametri tecnici di maggiore importanza perché si riflette notevolmente sul costo globale del concime. I concimi ad alto titolo hanno un prezzo commerciale più alto, ma sono economicamente più convenienti perché in realtà il prezzo dell'unità fertilizzante è spesso di gran lunga inferiore. L'alto titolo, inoltre, abbassa sensibilmente i costi di trasporto, stoccaggio e distribuzione perché riduce i quantitativi assoluti di concime da distribuire. In altri casi il titolo del concime viene considerato sotto l'aspetto strettamente tecnico: i concimi a basso titolo sono infatti ricchi di elementi secondari (zolfo, calcio, magnesio) e la scelta verte necessariamente su questi quando si opera in terreni che hanno una scarsa dotazione in questi elementi o con colture che manifestano esigenze particolari.
- Formulazione chimico-nutritiva. I concimi minerali si distinguono in semplici e complessi. I primi contengono un solo elemento principale della fertilità (N, P o K), i secondi ne contengono due (concimi binari) o tre (concimi ternari). In generale, i concimi complessi hanno prezzi più alti di quelli semplici e spesso titoli più bassi per ogni singolo elemento, tuttavia sono spesso preferiti per l'intervento principale (alla semina) perché il costo complessivo di un ternario, al lordo dei costi di trasporto e di distribuzione, è inferiore a quello di una combinazione di concimi semplici. Nella formulazione si tiene conto anche del rapporto ponderale fra le diverse unità fertilizzanti in quanto deve essere il più possibile vicino alla formula di concimazione. Ad esempio, un ternario 8:24:24 (8% in N, 24% in P2O5, 24% in K2O) è preferito per concimazioni precoci da integrare con successive concimazioni azotate in copertura perché permette di somministrare tutto il fosforo e il potassio all'inizio del ciclo colturale e contenere contemporaneamente le perdite di azoto frazionando la dose in più interventi.
- Formulato commerciale. Il tipo di formulato è un aspetto rilevante perché deve essere adatto alla tecnica di concimazione adottata e alle macchine disponibili. La maggior parte dei concimi sono in forma granulare, microgranulare o in cristalli e sono pertanto largamente impiegati perché si distribuiscono bene con i normali spandiconcime. I formulati in polvere sono meno richiesti perché si distribuiscono male e possono causare problemi collaterali: ad esempio, l'uso della calciocianammide, concime azotato largamente impiegato in passato, è stato quasi del tutto abbandonato perché la polvere è fortemente irritante; attualmente è formulata in granuli e questo ha permesso una sua rivalutazione. In fertirrigazione si impiegano formulati liquidi oppure solidi ad alta solubilità.
- Composizione chimica. La presenza di elementi secondari specifici è un altro parametro tecnico da prendere in considerazione per gli eventuali riflessi secondari positivi o negativi. Ad esempio, il nitrato di calcio è da preferirsi al nitrato di sodio perché apporta rilevanti quantità di calcio, mentre l'apporto di sodio ha riflessi negativi sulla struttura; il solfato potassico è in genere preferibile al cloruro potassico perché contiene zolfo, mentre il cloro è un antagonista dell'azoto, d'altra parte il secondo è da preferire al primo nella coltivazione della cipolla perché lo zolfo stimola l'effetto lacrimatorio della cipolla; nei concimi fosfatici esistono notevoli differenze nel rapporto fra fosforo solubile (fosfati acidi di calcio) e fosforo insolubile (fosfato neutro di calcio).
- Proprietà fisiche e chimiche. Molti concimi minerali possono essere costituzionalmente o fisiologicamente acidi o basici. L'uso ripetuto di questi concimi può portare nel tempo ad una variazione del pH del terreno, perciò la scelta del concime è rapportata anche a questo aspetto nei terreni a reazione anomala. Altre proprietà fisico-chimiche che possono avere un peso nella scelta del concime, anche se secondario, sono l'igroscopia, l'infiammabilità, la solubilità, la reattività chimica, ecc.
- Reperibilità. È un fattore determinante in quanto la non reperibilità nei centri di vendita nel territorio può comportare tempi di attesa lunghi, spesso incompatibili con le scadenze in agricoltura, e incremento dei costi di trasporto. Questo problema si pone in particolare per concimi che hanno formulazioni chimico-nutritive specifiche poco richieste nel territorio, che perciò dovranno essere richiesti direttamente al produttore. Un caso particolare è quello dell'ammoniaca anidra: sembra che questo concime riscuota un particolare favore nelle zone in cui è prodotto, mentre oltre una certa distanza è del tutto ignorato a causa dei problemi contingenti al trasporto e allo stoccaggio dei gas.

## Dosaggio dei concimi
In generale ogni coltura risponde alla concimazione in modo differente al variare dell'elemento nutritivo somministrato, della quantità somministrata (dose), delle condizioni intrinseche alla stessa coltura e delle condizioni ambientali. Tale risposta, non sempre restituita, può essere quantitativa e/o qualitativa.

### Risposta quantitativa

Risposta quantitativa della coltura alla variazione della dose fertilizzante

La risposta quantitativa alla concimazione è conforme alla legge del minimo di Liebig, che, nella sua formulazione estesa, sancisce che la crescita di un organismo (o di una popolazione) è determinata dal fattore ambientale presente in quantità minore rispetto alle esigenze. In altri termini, essendo la produzione vegetale determinata dal concorso di più fattori della produzione, saranno i fattori limitanti a condizionare il livello produttivo, in quanto gli altri sono disponibili in quantità eccessive rispetto alle esigenze.
Il modello grafico-matematico che rappresenta nella sua completezza questa legge è la curva a sigmoide (vedi figura). Nel caso specifico dei fertilizzanti, in genere, le colture danno una produzione P0 anche in assenza di concimazione: questo comportamento è del tutto normale se si pensa che nel terreno è in genere presente una quantità, sia pur minima, dell'elemento nutritivo in questione. La somministrazione di dosi crescenti dell'elemento determinano un aumento della resa unitaria ad incrementi crescenti fino al punto di flesso corrispondente alla dose D1. Questa risposta è dovuta al fatto che l'elemento in questione è un fattore limitante. Impiegando dosi maggiori di D1, la resa è ancora più alta, tuttavia gli incrementi di produzione sono decrescenti. In questo ambito, altri fattori diventano limitanti e condizionano in modo determinante il livello produttivo.
In corrispondenza della dose D2 si ottiene il massimo della produzione (P2): la quantità di fertilizzante somministrata soddisfa in pieno l'esigenza della coltura in quello specifico contesto. La somministrazione di dosi maggiori non dà alcuna risposta o addirittura causa una risposta negativa. In entrambi i casi, gli altri fattori della produzione sono limitanti e non permettono un incremento delle rese. La risposta negativa si manifesta con cali di resa; in questo caso l'elemento nutritivo è disponibile in quantità eccessive e tali da provocare effetti negativi.
Un esempio pratico è la risposta alla concimazione azotata. Questo elemento è in genere presente in quantità limitate rispetto alle esigenze dei vegetali, perciò la concimazione azotata produce una risposta positiva. Oltre certe dosi, tuttavia, diventano fattori limitanti, per differenti motivi, la disponibilità idrica e il potassio:
- l'azoto stimola il rigoglio vegetativo: la pianta cresce molto producendo un apparato fogliare più ampio; se questo si traduce in una maggiore capacità fotosintetica e, quindi, in una maggiore produzione, nel contempo causa un maggior consumo idrico perché aumenta anche la superficie traspirante. Se l'acqua è disponibile in quantità limitate, l'eccessivo rigoglio vegetativo indotto dall'azoto provoca il depauperamento delle riserve idriche e il successivo stress per carenza idrica;
- l'azoto stimola la formazione di tessuti vegetali più teneri perché le pareti cellulari sono più sottili; le laute concimazioni azotate riducono la resistenza intrinseca agli attacchi parassitari perché le infezioni penetrano più facilmente nei tessuti; al contrario, il potassio stimola la formazione di pareti cellulari più spesse che potenziano la resistenza intrinseca dei tessuti alle infezioni parassitarie. Le laute concimazioni azotate non bilanciate da un'adeguata nutrizione potassica predispongono le piante agli attacchi parassitari, con conseguente riduzione della produzione.

Nella pratica il modello teorico della legge di Liebig non sempre è rappresentato nella sua completezza, per cui le curve reali di risposta alla concimazione possono avere andamenti apparentemente diversi. Questo succede perché nella realtà pratica una parte della curva è mascherata dalle condizioni ambientali naturali. Ad esempio, come si è detto in precedenza, la barbabietola da zucchero in Italia non risponde alla concimazione potassica perché in genere è coltivata in terreni argillosi ben dotati di potassio. Se si coltiva la barbabietola in terreni poveri, il potassio diventa un fattore limitante e in questo caso ci sarà una risposta quantitativa della coltura alla concimazione potassica.
Un'ulteriore considerazione deve essere fatta in merito alla dose ottimale. Nel grafico della figura, la dose D2 corrisponde alla dose tecnica ottimale, perché è quella che dà la massima resa. La dose tecnica ottimale non coincide mai con la dose economica ottimale perché l'aumento del dosaggio comporta anche un aumento dei costi impliciti ed espliciti. Sotto l'aspetto economico la concimazione segue la legge dei rendimenti decrescenti e l'aumento della dose di concime è conveniente finché l'incremento di produzione (produttività marginale) è superiore all'incremento di costo (costo marginale); dal momento che la distribuzione di un concime comporta sempre un costo (almeno in forma implicita), ne consegue che la dose economica ottimale è sempre inferiore alla dose tecnica ottimale.

### Risposta qualitativa
Molte colture reagiscono alla concimazione anche con una risposta qualitativa. La rappresentazione di questa risposta con modelli teorici analoghi a quelli della legge del minimo non è facile, anche perché il concetto di qualità spesso non è facilmente quantificabile, è subordinato ad un certo grado di soggettività e, infine, varia secondo l'oggetto considerato. A titolo d'esempio si può fare un confronto fra il concetto di qualità inteso per un ortaggio foglioso, come la lattuga, e un ortaggio a bacca, come il melone. La risposta qualitativa di questi due ortaggi all'azoto e al potassio è differente.
La qualità di una lattuga per molti consumatori si identifica con la tenerezza delle foglie, un certo grado di carnosità e nel contenuto in acqua; il sapore intrinseco di una lattuga è un fattore qualitativo secondario dal momento che in genere il consumatore tipo usa condimenti come il sale, l'aceto, l'olio, il limone o salse varie per degustare un'insalata. Le proprietà organolettiche richieste ad una lattuga sono conferite dalla concimazione con un rapporto N:K sbilanciato verso l'azoto. Una formula di concimazione povera in azoto porta alla produzione di una lattuga meno apprezzata, perché le foglie saranno più sottili, più fibrose e meno acquose; è probabile che la lattuga sia anche più saporita, soprattutto perché più sapida, ma questo carattere organolettico sarebbe apprezzato solo degustando la lattuga senza alcun condimento; in ogni modo il gusto intrinseco di una lattuga è in genere poco percepito rispetto ad altri caratteri organolettici, come ad esempio la consistenza.
La qualità di un melone si identifica con il tenore zuccherino e con la sapidità, in altri termini con il sapore intrinseco del frutto; questo è fondamentale dal momento che in genere il consumatore degusta il melone al naturale senza alcun condimento. Un melone poco dolce e insipido non è apprezzato perché la sua degustazione non produce quel senso di appagamento che le persone ricercano nella frutta in generale. Le proprietà organolettiche richieste ad un melone sono conferite dalla concimazione con un rapporto N:K fortemente sbilanciato verso il potassio; è noto che il potassio interviene come elemento dinamico nella sintesi e nell'accumulo degli zuccheri e come elemento plastico nel contenuto in sali minerali (prevalentemente in forma di cloruro di potassio). Una formula di concimazione ricca in azoto porta alla produzione di meloni di maggiore pezzatura, ma poco consistenti, acquosi e, soprattutto, di gusto piatto (insipidi e poco dolci).
Da quanto detto, è evidente che le formule di concimazione variano in funzione della coltura e del prodotto che si intende ottenere. Un elemento nutritivo in genere influisce su ogni coltura esaltando o deprimendo specifici caratteri qualitativi. L'elenco è alquanto eterogeneo perciò possiamo limitarci a qualche esempio illustrativo oltre a quelli già citati: il fosforo incrementa il valore nutritivo di diversi semi, il potassio influisce positivamente sulla colorazione del pomodoro, il magnesio e il potassio sulla sapidità dei frutti, il calcio sulla consistenza dei frutti in generale, lo zolfo aumenta la proprietà lacrimatoria della cipolla, il cloro riduce la combustibilità del tabacco, il fosforo e il calcio aumentano il valore nutritivo dei foraggi stimolando la produzione lattea, l'azoto riduce la percentuale di bianconatura del grano duro e ne incrementa la resa in glutine, ecc.

### Scelta della dose e della formula
Come si può intuire non si possono definire direttive che abbiano un valore assoluto. I manuali propongono in genere un valore o un intervallo di valori, ma questi dati vanno sempre interpretati in modo critico e rapportarti ad un contesto pratico. Il quale può anche differire in modo considerevole da quello preso in considerazione nei trattati che fanno riferimento a situazioni ordinarie. La somministrazione di 250–300 kg/ha di azoto sul grano può avere applicazione nelle condizioni ambientali del Nord Italia o del Centro Europa, ma è deleteria se la coltivazione si pratica nell'Italia meridionale: in questi ambienti le precipitazioni primaverili e le riserve idriche nel terreno sono spesso un fattore limitante e una coltivazione di grano che ha beneficiato di un'abbondante concimazione azotata avrà nei mesi di marzo e aprile un rigoglio vegetativo tale da consumare più velocemente le riserve idriche del terreno; in assenza di piogge che ripristino tali riserve, in primavera avanzata, durante la fase di accrescimento della granella, il grano si troverà in condizioni di carenza idrica che si ripercuoteranno inevitabilmente sulle dimensioni delle cariossidi. In definitiva, se la concimazione azotata può determinare un abbondante sviluppo dell'apparato vegetativo nei periodi non critici, la carenza idrica provocherà un drastico calo della produzione. Per questo motivo le dosi di azoto sul grano si mantengono prudenzialmente fra i 100–200 kg/ha nelle condizioni ordinarie dell'Italia meridionale.
La dose di unità fertilizzante, in generale, si deve impostare secondo questi criteri:
- La base di partenza deve soddisfare le asportazioni della coltura secondo la produzione prevista e realmente esportata all'esterno dell'azienda; infatti si può eventualmente tener conto delle eventuali restituzioni con il riciclaggio dei residui colturali (legno di potatura, paglia e stocchi, ecc.) e dei sottoprodotti aziendali (letame, vinacce, ecc.). I dati relativi alle asportazioni sono riportati nei manuali e nelle pubblicazioni tecnico-scientifiche, eventualmente differenziati per categorie di prodotto (es. asportazione da parte dei soli semi e dell'intera pianta).
- La dose base viene incrementata di una certa percentuale per compensare le eventuali perdite non dovute alle asportazioni dalla coltura (es. dilavamento dell'azoto); queste perdite non possono essere quantificate in modo certo, ma si ricorre ad una stima approssimativa sulla base delle condizioni ambientali e operative.
- La dose viene infine incrementata per sfruttare un'eventuale risposta positiva della coltura ad un'elevata dotazione.

Va infine segnalato che gli agricoltori applicano in genere dosi che scaturiscono da una collaudata esperienza individuale e collettiva che si rapporta al contesto territoriale in cui operano.
Per quanto riguarda le formule di concimazione, queste hanno, per ogni coltura, un intervallo di variazione che influisce sul rapporto quantità-qualità. In generale, un agricoltore orientato verso una produzione in termini quantitativi sceglie una formula di concimazione che tende a privilegiare l'azoto, mentre chi intende ottenere una produzione di qualità privilegia il fosforo e il potassio, con un occhio di riguardo verso gli elementi secondari della fertilità (in particolare calcio e magnesio).

### Dall'unità fertilizzante al concime
Una volta stabilita la quantità di elemento nutritivo da somministrare, si risale alla dose di concime attraverso il titolo applicando la seguente formula
dove {\displaystyle D_{c}} è la dose di concime, {\displaystyle D_{uf}} la dose in unità fertilizzante (N, P2O5 o K2O), {\displaystyle T} il titolo del concime scelto.
Ad esempio, se si devono somministrare 80 kg/ha di azoto su 8 ettari di terreno impiegando il nitrato ammonico (titolo 35% in N), la quantità di concime da distribuire sarà pari a
{\displaystyle D_{NH_{4}NO_{3}}={\frac {80}{35}}\cdot 100\cdot 8=2,286\cdot 100\cdot 8=1828,57kg}
Dato che i concimi minerali sono in genere reperibili in commercio in confezioni da 25 o 50 kg, si procede ad un arrotondamento, per difetto o per eccesso. Se si dispone di sacchi da 25 kg si distribuiscono 1825 kg (73 sacchi) o 1850 kg (74 sacchi), se si dispone di sacchi da 50 si distribuiscono 1800 kg (36 sacchi) o 1850 kg (37 sacchi).